# TVR (automóviles)
TVR Manufacturing Limited (o simplemente TVR) es un fabricante de automóviles deportivos fundado originalmente en Blackpool, Inglaterra. De producción anual ligeramente superior a Ferrari, tiene la particularidad de haber sobrevivido no solamente como una marca, sino como una empresa independiente. Hace poco tiempo se anunció el traslado de la fábrica a una república báltica, sin presentar motivo alguno, aunque dichos planes fueron suspendidos desde que Les Edgar se convirtiera en el nuevo propietario y presidente de la compañía.

## Historia
Su historia se puede dividir en varias épocas, cada una de las cuales está asociada con el propietario de la empresa en el inicio de cada período:
- 1947-1965, Trevor Wilkinson (fundador).[2]
- 1965-1981, Martin Lilley.[3]
- 1981-2004, Peter Wheeler.
- 2004-2013, Nikolai Smolenski.[4]
- 2013-presente, Sindicato de Empresarios británicos liderados por Les Edgar.

Trevor Wilkinson (14 de mayo de 1923 - 6 de junio de 2008) nació en Blackpool y abandonó la escuela a los 14 años para iniciar un aprendizaje de la ingeniería en un taller mecánico local. En 1946 compró un negocio carretero en Blackpool y le cambió el nombre a Trevcar Motors en 1947, con el propósito de la venta y reparación de automóviles y mecánica ligera.
En 1947, Wilkinson construyó su primer coche, un biplaza comisión en un chasis Alvis Firebird para sí mismo. Como resultado, Wilkinson con su socio Jack Pickard entonces comenzó una compañía separada, TVR Ingeniería, con un nombre derivado de su nombre Wilkinson - T re V o R. Su primer coche fue con una carrocería de aleación de dos plazas en un chasis tubular, que apareció en 1949 como TVR No1.
En 1953, el concepto de plásticos reforzados con fibras de vidrio de la carrocería en un chasis de acero tubular de la espina dorsal fue aceptada y continuó a lo largo de la historia actual de producción de TVR. El diseño de la carrocería de fibra de vidrio y el diseño se mantuvo, con modificaciones, hasta que sea reemplazado por el diseño de la cuña angular Tasmin en 1980.
En 1956, re repente un entusiasta de las carreras americano pidió a Wilkinson para producir un chasis especial para carreras de coches deportivos en los Estados Unidos." Los primeros coches fueron comercializados allí como Jomar:

"El cupé Jomar es el resultado de una empresa conjunta anglo-americana. La firma de TVR Ingeniería de Blackpool, Inglaterra es responsable de la base, el diseño y construcción del chasis Jomar en la que en 1956 y 1957 coches de carreras Saidel de Mánchester (Nuevo Hampshire), con carrocerías de aluminio de diseño propio, realizando una extensa investigación y desarrollo. Gracias a los esfuerzos de ambos se refiere a la MK2 se desarrolló con éxito…"

Un anuncio de 1958 por Deportes Saidel-Cars Racing, 52-56 Merrimack Street, en Mánchester, que ofrecía dos modelos distintos. En primer lugar, el MK2 Jomar, un deportivo de carreras, ya sea con la carrocería de aluminio o fibra de vidrio y motor de 1098 cm³ (1,1 L; 67,0 plg³) 930 libras y solamente "Outhandles Todo." En segundo lugar, la Copa Jomar, de 1172 cm³ (1,2 L; 71,5 plg³) con techo fijo de los deportivos. Estos coches utilizaban el mismo chasis.
El 10 de enero de 1958, el TVR cupé hizo su primera aparición pública en el Salón del Automóvil de Quicks en Mánchester: "Los diseñadores eran el propio Trevor Wilkinson y Bernard Williams, quien dirigía la empresa de TVR Ingeniería en Layton, Blackpool y que han estado haciendo chasis para los constructores de coches especiales para algunos años. Un poco más de dos años se les preguntó por los entusiastas de las carreras de automóviles de América, Raymond Saidel de Mánchester, el diseño de un chasis de carreras. Durante doce meses de este chasis fue y la mejora en las pistas en el Reino Unido y en los Estados Unidos; en los últimos años un equipo de seis TVR ha estado compitiendo regularmente en los Estados Unidos. La competencia Press informó: "ha pasado a la Fórmula, las carreras también. El monoplaza Jomar diseñado por Ray estaba construido en Mánchester, mientras que el chasis del coche era construido en Inglaterra. En 1959, Motor Sport informó: "Los coches se hacen en Blackpool y la mayoría de la producción se exporta a América, donde la versión más conocida es el deportivo Jomar."
En su lanzamiento, los TVR estaban equipados con motores de cuatro cilindros en línea de Coventry Climax o de Ford, con los modelos de más altas prestaciones que disponían de sobrealimentación Shorrock. Los modelos posteriores llevaban motores de origen BMC. Al igual que muchos otros coches deportivos británicos, la cilindrada se mantuvo en 2.0 litros y todos rendían menos de 100 CV (73,6 kW). Como la mayoría de los TVR, se vendieron en el mercado británico en forma de paquete ("kit") para evitar impuestos, una práctica que continuó hasta los años 1970, cuando desapareció la reducción de impuestos y se eliminó la opción de esa forma de kit.
En abril de 1962, Trevor Wilkinson y Pickard dejaron la compañía para crear una empresa especialista en productos de ingeniería de fibra de vidrio. Después de su jubilación, Wilkinson se trasladó a Menorca, España, donde murió el 6 de junio de 2008 a los 85 años de edad.
A finales de 2007, el fabricante se encontraba en situación crítica, pero con planes para empezar a recuperar su economía con el lanzamiento de nuevos modelos para 2009. Estos planes no se materializaron y hasta 2010 no se empezaron a escuchar nuevos rumores sobre la vuelta de la compañía con un nuevo modelo con el corazón de un Chevrolet Corvette ZR-1.
La situación no mejoró para la compañía y los rumores de nuevos modelos no se materializaron. En 2011, Nikolai Smolenski, propietario de la compañía, anunció que el fabricante volvería a estar operativo, pero en esa ocasión se centraría en los modelos ya fabricados, como si se tratase de un especialista, presentando "actualizaciones", en lugar de basar su negocio en el desarrollo y la fabricación de nuevos modelos. Este cambio de rumbo parece que no ha permitido a la compañía salir a flote y, al parecer, se habría decidido arrojar la toalla en sus esfuerzos por recuperar la emblemática marca británica, centrando sus esfuerzos a partir de ahora y, por extraño que parezca, en el negocio de las turbinas de viento.
El 6 de junio de 2013, se informó de que el empresario ruso Nikolai Smolenski había vendido toda su participación accionarial de TVR al empresario británico y amante de los autos Les Edgar.
El 3 de junio de 2015 se reveló que el desarrollo del nuevo coche había estado en marcha durante más de un año con los socios Gordon Murray, quien era el encargado del diseño y Cosworth, empresa encargada de la ingeniería, poniéndose en marcha para el lanzamiento de estos para 2017, seguido de otros modelos como parte de un plan de 10 años. Los nuevos coches contarían con una especificación impresionante, con motor delantero V8 Cosworth normalmente aspirado de tracción trasera acoplado a una transmisión manual, características que provocaron la expresión del "propio coche deportivo de Dios".
El Cerbera Speed 12 fue diseñado por los ingenieros de la marca, aunque nunca llegó producirse. Estaba equipado con un motor V12 de 7730 cm³ (7,7 L; 471,7 plg³) que producía 800 HP (811 CV; 597 kW).
Su modelo más popular era el Cerbera con 420 HP (426 CV; 313 kW) que, al mismo tiempo, es uno de los superdeportivos más baratos, ya que cuesta unos 80 000 €, siendo capaz de acelerar de 0 a 100 km/h (62 mph) en 3.9 segundos.

## TVR Car Club
La TVR Car Club o TVRCC es una organización establecida en los años 1960. Administrativamente es independiente del fabricante automotriz, aunque su función es ser facilitador de la compra-venta de refacciones y autos TVR, esto por parte de usuarios o de refacciones autorizadas, pero su actividad principal es la de aglutinar a los amantes y propietarios de TVR y organizar diversos eventos para el disfrute de sus integrantes. Según datos del portal web de TVRCC, la organización tiene más de 5000 miembros inscritos, siendo uno de los clubes por marca de automóviles más grande del Reino Unido.[cita requerida]

## Gama de modelos
- No1
- No2
- Griffith
- Cerbera
- Cerbera Speed 12
- Chimaera
- Grantura
- Sagaris
- Tamora
- Tuscan
- Typhon